# آلبرت سارگسیان (دانشمند)
آلبرت گورگنی سارگسیان (ارمنی: Ալբերտ Գուրգենի Սարգսյան؛ زادهٔ ۵ آوریل ۱۹۳۹) دانشمند اهل ارمنستان است.

## زندگی‌نامه
آلبرت سارگسیان، دانشمند و فیزیکدان برجستهٔ ارمنی، در تاریخ ۵ آوریل ۱۹۳۹ در شهر پمزاشن متولد شد. او در جوانی علاقه زیادی به علم فیزیک پیدا کرد و در نهایت تحصیلات عالی خود را در دانشکدهٔ فیزیک دانشگاه دولتی ایروان آغاز کرد. سارگسیان در این دانشگاه به پژوهش‌های علمی پرداخت و با تلاش و پشتکار فراوان به یکی از چهره‌های شناخته‌شدهٔ علمی در ارمنستان و حتی در سطح بین‌المللی تبدیل شد.

## تحصیلات و آغاز فعالیت‌های حرفه‌ای
سارگسیان پس از فارغ‌التحصیلی از دانشگاه ایروان، فعالیت‌های تحقیقاتی خود را در زمینه‌های مختلف فیزیک، به‌ویژه در حوزه فیزیک مواد و فیزیک نظری، آغاز کرد. او در کنار تدریس در دانشگاه، به پژوهش‌های مستقل و همکاری با مراکز علمی دیگر نیز مشغول بود. به دلیل استعداد و پشتکارش، به‌زودی جایگاه خود را به‌عنوان یک پژوهشگر برجسته تثبیت کرد.

## تحقیقات و دستاوردهای علمی
پژوهش‌های آلبرت سارگسیان شامل حوزه‌های گسترده‌ای از فیزیک است؛ از جمله فیزیک کوانتوم، فیزیک مواد، و دینامیک ذرات. او در تحقیقات خود به تحلیل و بررسی رفتار مواد در شرایط مختلف پرداخته و توانسته است برخی از پدیده‌های فیزیکی پیچیده را به‌صورت علمی توضیح دهد. مقالات او که در مجلات علمی بین‌المللی منتشر شده‌اند، به یکی از منابع مهم برای محققان این حوزه تبدیل شده است.

## تأثیر بین‌المللی
آلبرت سارگسیان نه‌تنها در ارمنستان بلکه در سطح بین‌المللی نیز تأثیرگذار بوده است. او با حضور در کنفرانس‌های علمی جهانی، به تبادل دانش با دیگر دانشمندان پرداخته و برای معرفی علم فیزیک ارمنستان به جهانیان نقش مهمی ایفا کرده است. سارگسیان همچنین عضو چندین انجمن و سازمان علمی بین‌المللی بوده و به‌عنوان سخنران مهمان در دانشگاه‌ها و مراکز پژوهشی معتبر دعوت شده است.

## جوایز و افتخارات
یکی از برجسته‌ترین جوایز آلبرت سارگسیان، مدال موسس خورناتسی است که در سال ۲۰۱۳ به او اعطا شد. این مدال که یکی از بالاترین نشان‌های افتخار علمی ارمنستان است، به دلیل تلاش‌های ارزشمند او در ارتقای علم و دانش به او اهدا شد. علاوه بر این، سارگسیان جوایز متعددی از سازمان‌ها و نهادهای علمی و پژوهشی دریافت کرده است که برخی از این جوایز به شرح زیر هستند:
- مدال طلای پژوهشگران بین‌المللی به دلیل مشارکت در پیشرفت‌های علمی جهانی
- جایزه بهترین مقاله علمی در یکی از کنفرانس‌های معتبر فیزیک
- عضویت افتخاری در انجمن فیزیکدانان اروپا به دلیل دستاوردهای علمی قابل‌توجه

## نقش الهام‌بخش برای نسل جوان
آلبرت سارگسیان با توجه به دستاوردهای علمی و شخصیت علمی قوی خود، الهام‌بخش نسل‌های جدیدی از دانشجویان و پژوهشگران در ارمنستان و کشورهای همسایه بوده است. او با برگزاری کارگاه‌ها، سمینارها و سخنرانی‌ها، دانش و تجربه خود را به نسل جدید انتقال داده و برای ایجاد فضایی از یادگیری و پژوهش در بین جوانان تلاش کرده است.

## میراث علمی و آینده
آلبرت سارگسیان همچنان به فعالیت‌های علمی خود ادامه می‌دهد و تلاش دارد تا با تربیت دانشجویان و پژوهشگران جوان، میراث علمی خود را به نسل‌های آینده منتقل کند. او با نگاه به پیشرفت‌های علم و تکنولوژی، در تلاش است تا علم فیزیک را به روش‌های نوین و با بهره‌گیری از فناوری‌های پیشرفته‌تر به جامعه ارائه دهد.